# 和泉村 (福井県)

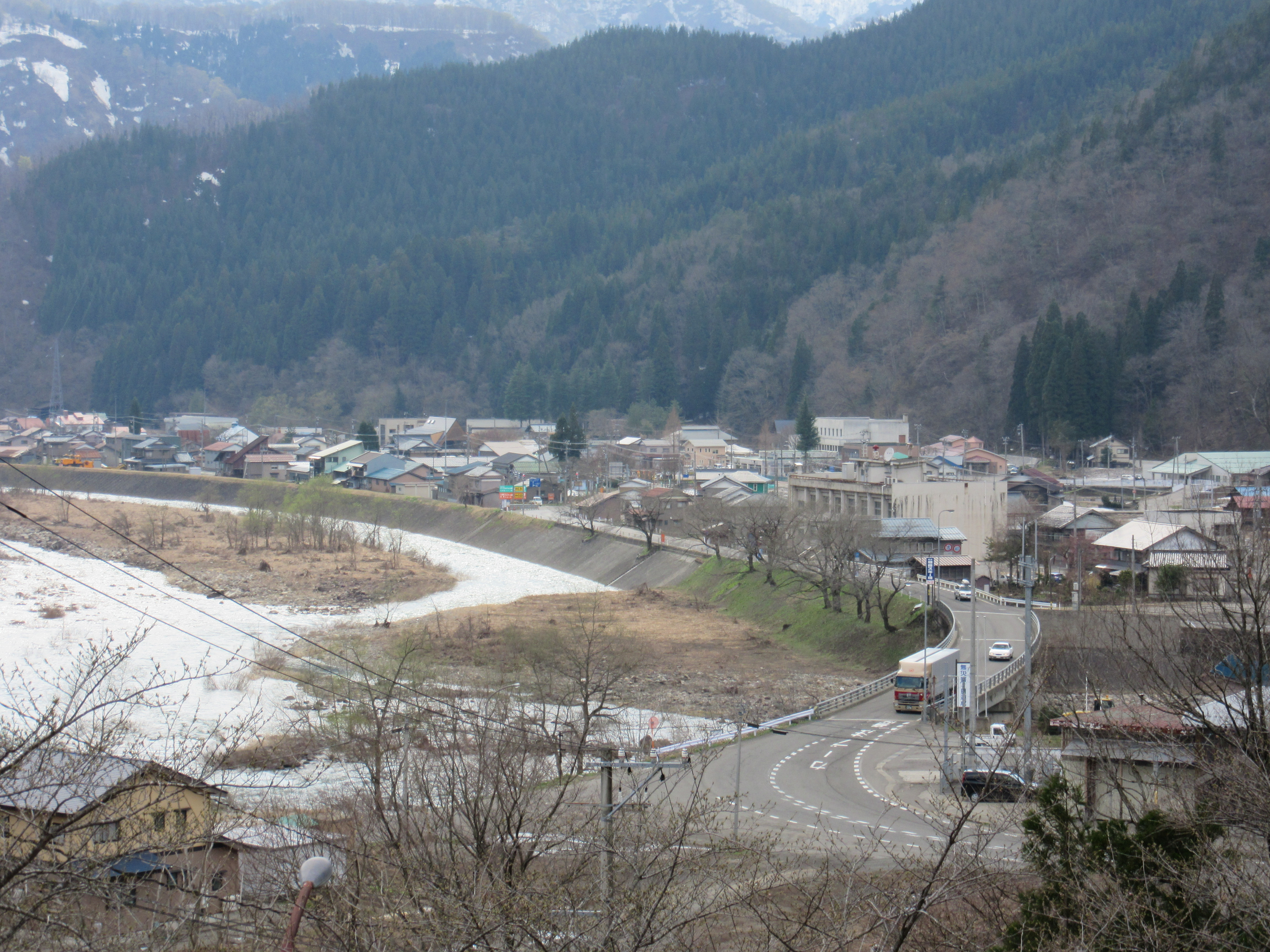
旧和泉村中心部

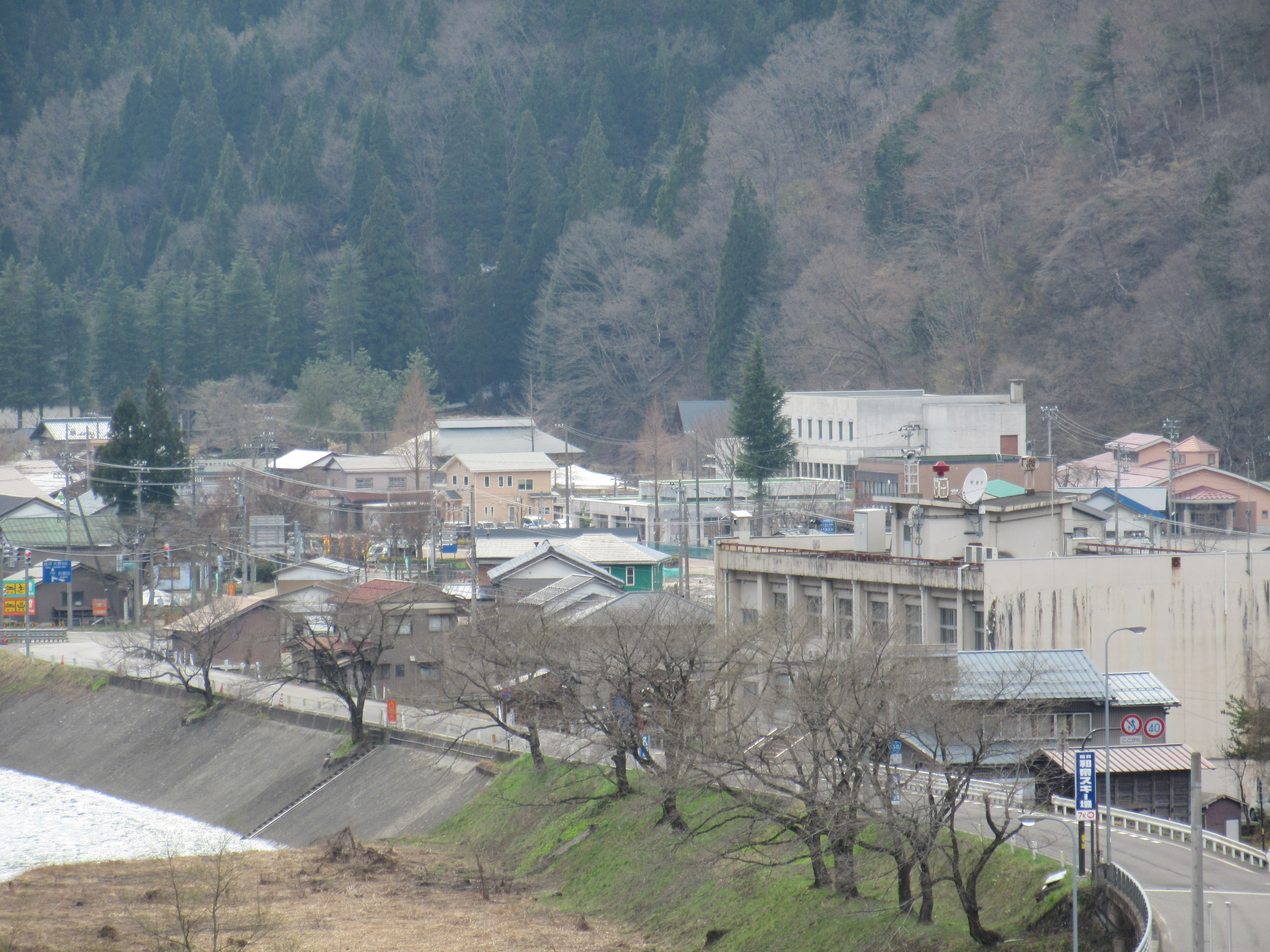
旧和泉村中心部（拡大）

和泉村（いずみむら）は、かつて福井県大野郡にあった村。奥越前（奥越）地区にあり、岐阜県と接していた。
2005年（平成17年）11月7日、大野市に編入されて廃止された。これによって属していた大野郡も消滅した。和泉村役場は大野市和泉支所となった。

## 地理
岐阜県の県境付近の高い山々のそびえる場所に位置している。村内を九頭竜川が貫流しており、九頭竜ダムもある。

### 隣接していた自治体
- 福井県大野市
- 岐阜県郡上市
- 岐阜県関市
- 岐阜県本巣市

## 歴史
- 江戸時代は美濃国の郡上藩領。
- 福井県の嶺北は北陸方言が主流であるが、和泉村の住民の話し言葉は東海東山方言の美濃弁の影響が濃厚である。
- 当初は同じ大野郡の石徹白村も合併する話も浮上していたが、同村は岐阜県郡上郡白鳥町と越境合併したため、現在は岐阜県郡上市である。ただし、石徹白とは九頭竜川の流域同士であったり越美線（越美北線）の延長予定地であったりと、何かとつながりが深く、地形も白鳥側より和泉側のほうが険しくない。しかし、冬季になると、白鳥方面は通行できたものの、和泉方面は通行止となったため、福井県庁など官公庁へ行くのに岐阜回りになって不便だった等の理由で、白鳥町との合併を選んだ経緯がある。
- 1936年（昭和11年）2月2日には、中竜鉱山が雪崩に襲われ17人が死亡。同日には下穴馬村の中立亜鉛工場が雪崩に遭い同じく17人が死亡する災害が発生した[1]。

### 沿革
- 1956年（昭和31年）9月30日 - 下穴馬村及び上穴馬村が合併して、和泉村が発足する。
- 1958年（昭和33年）10月14日 - 石徹白村の区域の内、三面及び小谷堂の区域を編入する。
- 1986年（昭和61年）4月1日 - 過疎地域振興特別措置法の追加指定をうける[2]。
- 2005年（平成17年）11月7日 - 大野市に編入する。

## 行政
合併直前の村長は山本一郎。

## 経済

### 産業
名産品としてワラビ・ゼンマイなどの山菜やアユ・コイ・イワナ・マスなどの魚がある。
- 産業別人口（2005年国勢調査）
  - 第一次産業 67人
  - 第二次産業 77人
  - 第三次産業 237人

## 姉妹都市・提携都市
- 岩倉市（愛知県）: 1996年9月30日 友好都市提携

## 健康
- 平均年齢 49.1歳(2005年国勢調査)

村内の医療機関は和泉村診療所のみであり、医師も一人のみだった。

## 教育

### 小学校
- 和泉村立朝日小学校（和泉村朝日14番地）

### 中学校
- 和泉村立和泉中学校（和泉村朝日34番地）

## 交通

### 鉄道路線
村内にはJR西日本越美北線が通っている。中心となる駅は九頭竜湖駅である。
また、当村は合併するまで、最も人口が少ない鉄道駅のある市町村だった。
- 西日本旅客鉄道
  - 越美北線
    - （大野市） - 越前下山駅 - 九頭竜湖駅

### バス路線
- 和泉村
  - 九頭竜湖駅を拠点に村営バス3路線（運行はタクシー会社に委託）。冬季を除き平日片道1本のみ越前大野駅（大野市）へ乗り入れている。

### 道路
- 高規格幹線道路
  - 村内にある高規格幹線道路：中部縦貫自動車道 油坂峠道路
    - 東海北陸自動車道の白鳥IC（岐阜県郡上市）と村東端近くの旧油坂峠料金所付近を結んでいる。
- 一般国道
  - 国道158号
- 都道府県道
  - 岐阜県道・福井県道127号白山中居神社朝日線
  - 福井県道174号上大納下山線
  - 福井県道230号大谷秋生大野線

## 娯楽
- 和泉劇場 - 映画館

## 郵政・通信

### 市外局番
- 全域0779(市内局番は60~71、77~89)。勝山市、大野市及び福井市(旧美山町域)と同一エリアであるが、市外局番が異なる旧美山町域(市外局番が07797、市内局番は2~6) へ通話の時は市外局番が必要である。

### 地上波テレビ放送
- 村内にある共同受信施設（岐阜県郡上中継局から受信したもの）により、中京広域圏のCBCテレビと名古屋テレビ放送を視聴することが出来る。ただ、NHK岐阜放送局、東海テレビ放送、中京テレビ放送、岐阜放送を受信してほしい村民の声も少なくない。なおNHK岐阜放送局、東海テレビ放送、中京テレビ放送、岐阜放送はケーブルテレビ（和泉ケーブルネットワーク）での再送信は行われておらず、一般家庭個人で高性能アンテナ（NHK岐阜放送局、東海テレビ放送はVHF多素子アンテナ《郡上中継局のVHFチャンネルは4、6、8、10、12を使っているためハイチャンネル用でもCBC、NBNも含めてVHF全局受信可》を岐阜県郡上中継局方向へ向ける。中京テレビ放送、岐阜放送はUHF多素子（30素子など）パラスタックアンテナを郡上中継局または白鳥中継局の方向へ向ける 白鳥中継局に向けるとNHK岐阜放送局のテレビ放送も受信可能）とブースターをつけなければ上記の放送局を受信することができない。

## 名所・旧跡・観光スポット・祭事・催事

### 名所・旧跡
- 白竜神社
- 白馬洞 - 鍾乳洞

### 観光スポット
- 九頭竜川川下り
- 福井和泉スキー場
- 九頭竜スキー場
- IZUMIクロスカントリースキー場
- 九頭竜国民休養地
- アドベンチャーランド中竜（中竜鉱山跡地）
- 九頭竜湖温泉

### 祭事・催事
- 新緑まつり（5月ごろ）
- 紅葉まつり（10月末）
- かまくらまつり（冬）

## 出身有名人
- 清水國明：タレント、ミュージシャン「あのねのね」
- 橋本真由美：BOOK OFF取締役会長。清水國明の実姉。